# Forcellone

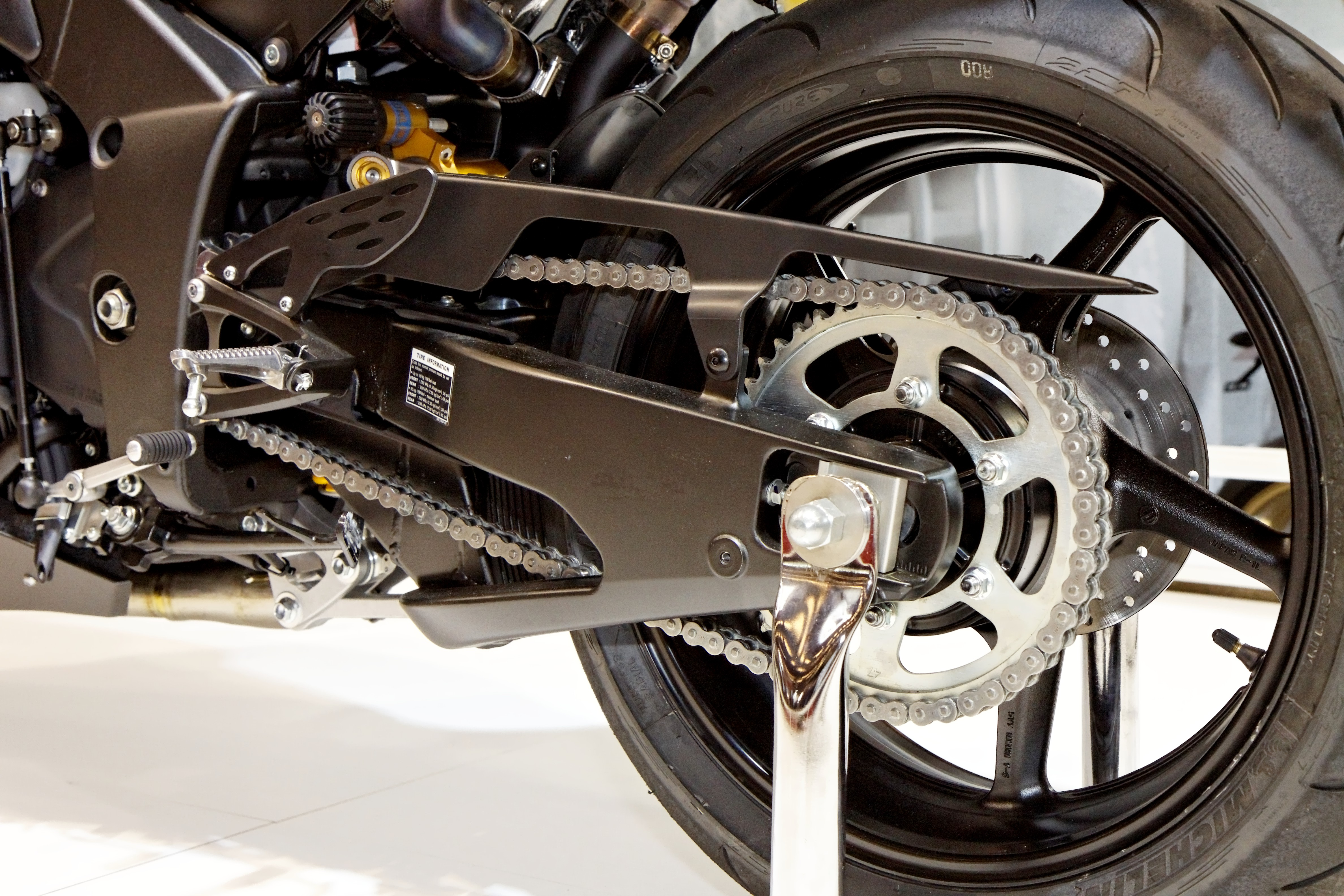
Forcellone con capriata di rinforzo inferiore

Il forcellone è la parte posteriore di una motocicletta, che collega al telaio la ruota posteriore, e che tramite l'utilizzo di una o più sospensioni controlla il movimento del telaio rispetto allo pneumatico e tramite un ammortizzatore smorza e rallenta l'oscillazione.

## Introduzione
Le caratteristiche di un forcellone sono solitamente un compromesso tra le esigenze di tenuta di strada e quelle di comfort, l'obiettivo principale del loro impiego è comunque quello di ottenere, nel complesso e durante i vari percorsi, un'ottimale stabilità del veicolo e un elevato comfort per il guidatore e l'eventuale passeggero.
I forcelloni possono avere varie forme e si distinguono in diversi tipi sulla base delle varianti tra i differenti sistemi che assicurano il movimento relativo fra telaio e ruote.
Da non confondere con il sistema a ruota guidata che fa uso del mozzo elastico, che è concettualmente, dinamicamente ed economicamente meno impegnativo.

## Struttura del forcellone

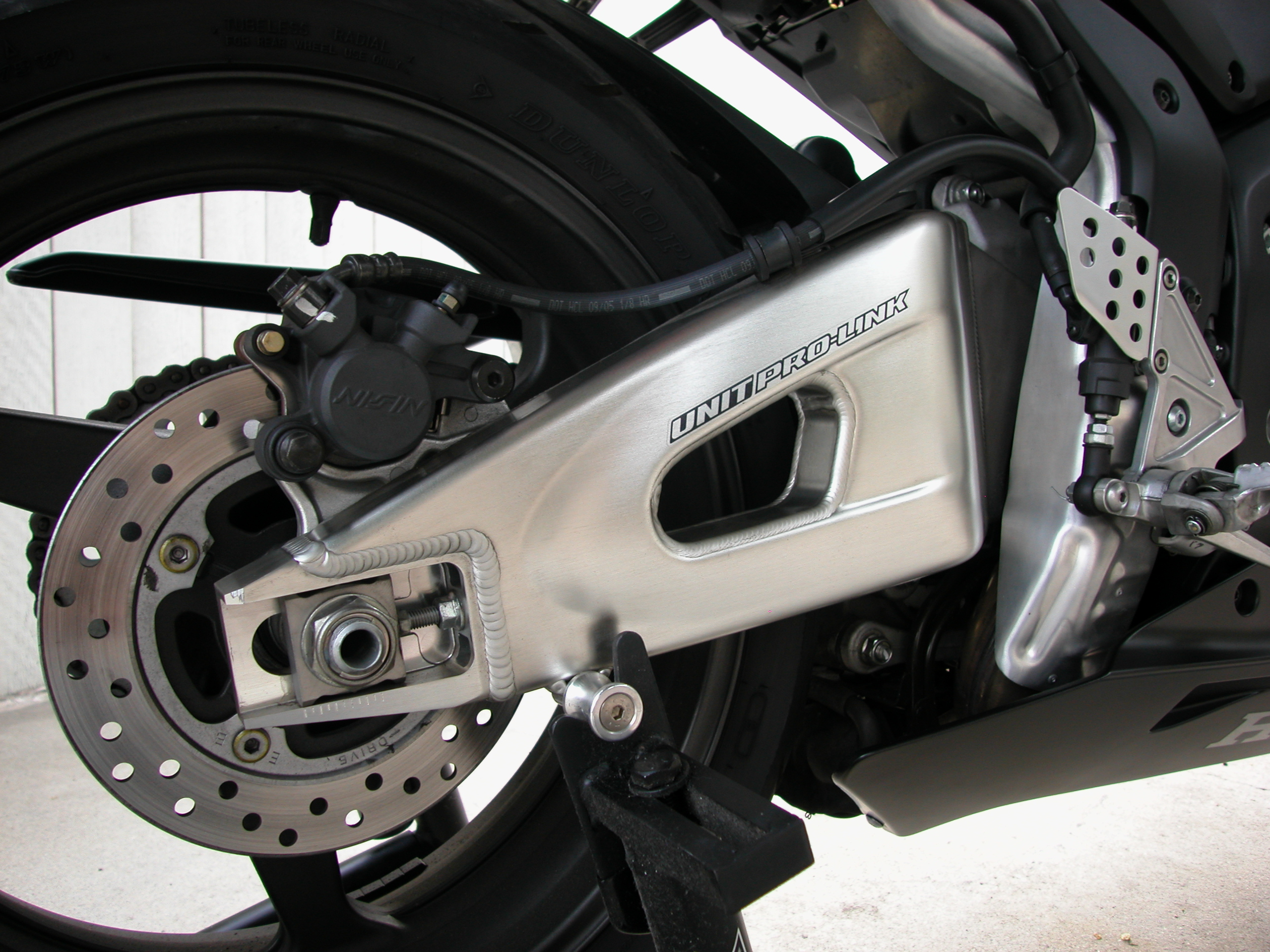
Forcellone stampato

Il forcellone può essere prodotto in vari modi:
- Scatolato: si tratta di un forcellone internamente vuoto, con una sezione dei bracci del tipo chiusa, con i piedini per la ruota saldati
  - Tubolare o Laminato: costruito con tubi di sezione rettangolare e/o per la giunzione tramite saldatura di lamine ripiegate
  - Stampato o Idroformato: ottenuto dalla giunzione di 2 o più gusci con forma a U o da elementi tubolari idroformati
- Fuso: ottenuto per fusione in uno stampo di un materiale generalmente in lega, la fusione può essere di due tipi:
  - Fusione piena: caratterizzata dalla formazione di bracci a U (non chiusi) con molte nervature interne per la rigidezza torsionale (il lato aperto è generalmente posto in modo da non essere visto)
  - Fusione cava: caratterizzata da elementi tubolari cavi, del tutto simili agli scatolati
- A tubi o Traliccio: ottenuto per saldatura di più tubi, generalmente in acciaio, ma è possibile la realizzazione anche in materiali in lega leggera
- Misto: costituito da tubi e piastre, in cui i tubi costituiscono l'elemento centrale del forcellone, mentre le piastre, oltre ad avvitare tutti i tubi, costituiscono le estremità del forcellone, su cui va alloggiata la ruota e su cui ruota il forcellone. Questo tipo di forcellone è relativamente recente, essendo stato introdotto dalla Bimota nel 2005.

## Numeri di bracci
Esistono due tipi di forcellone:

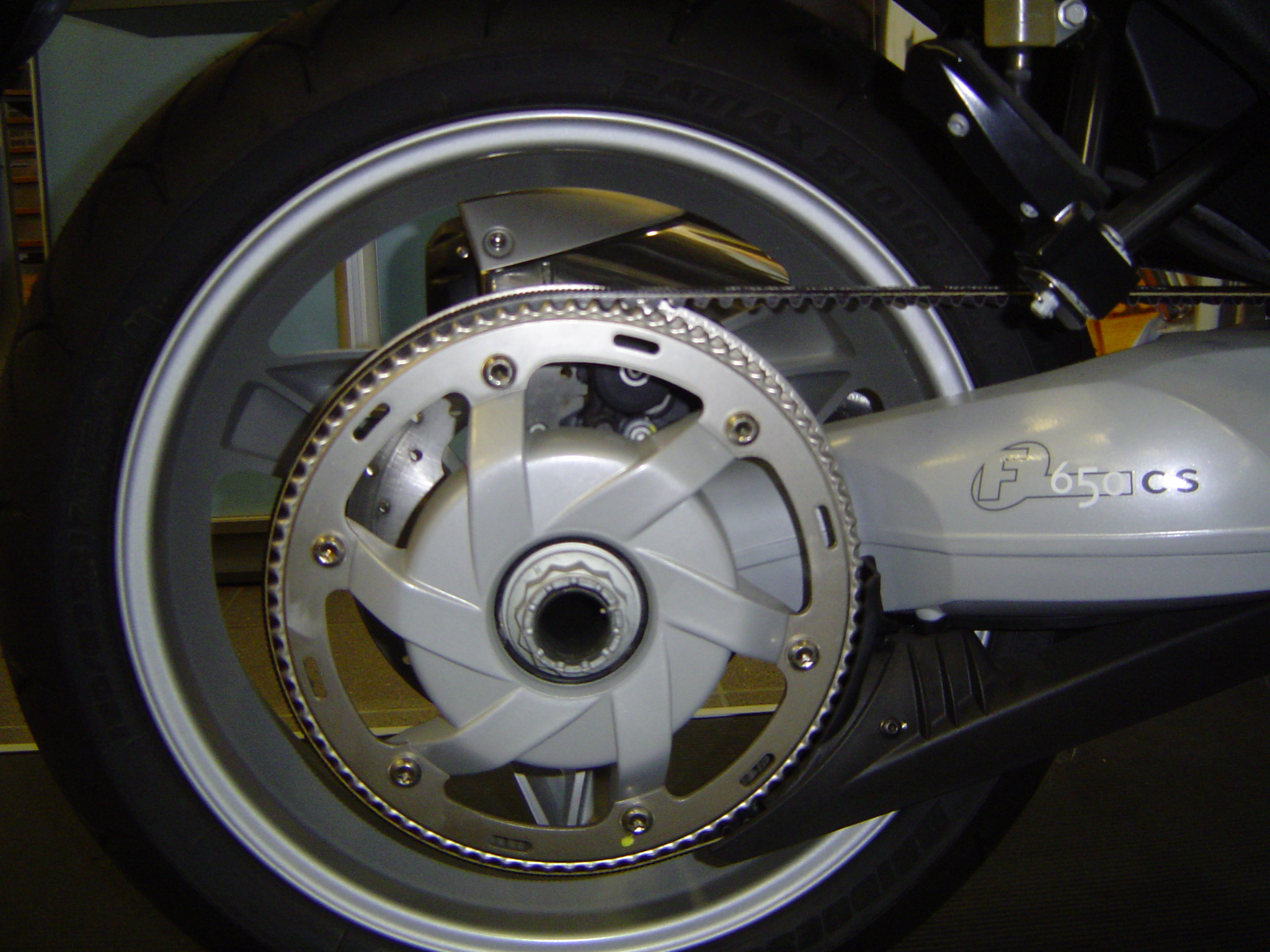
Forcellone monobraccio

- Monobraccio: dotato di un solo braccio, che parte dal telaio e termina su un lato della ruota; generalmente questo sistema ha il pregio di permettere una manutenzione più rapida.
- Bibraccio: dotato di due bracci che partono dal telaio e terminano ognuno su un lato della ruota; questa tipologia ha il pregio di essere più economico. di facile progettazione e leggero del sistema a monobraccio.

## Movimento

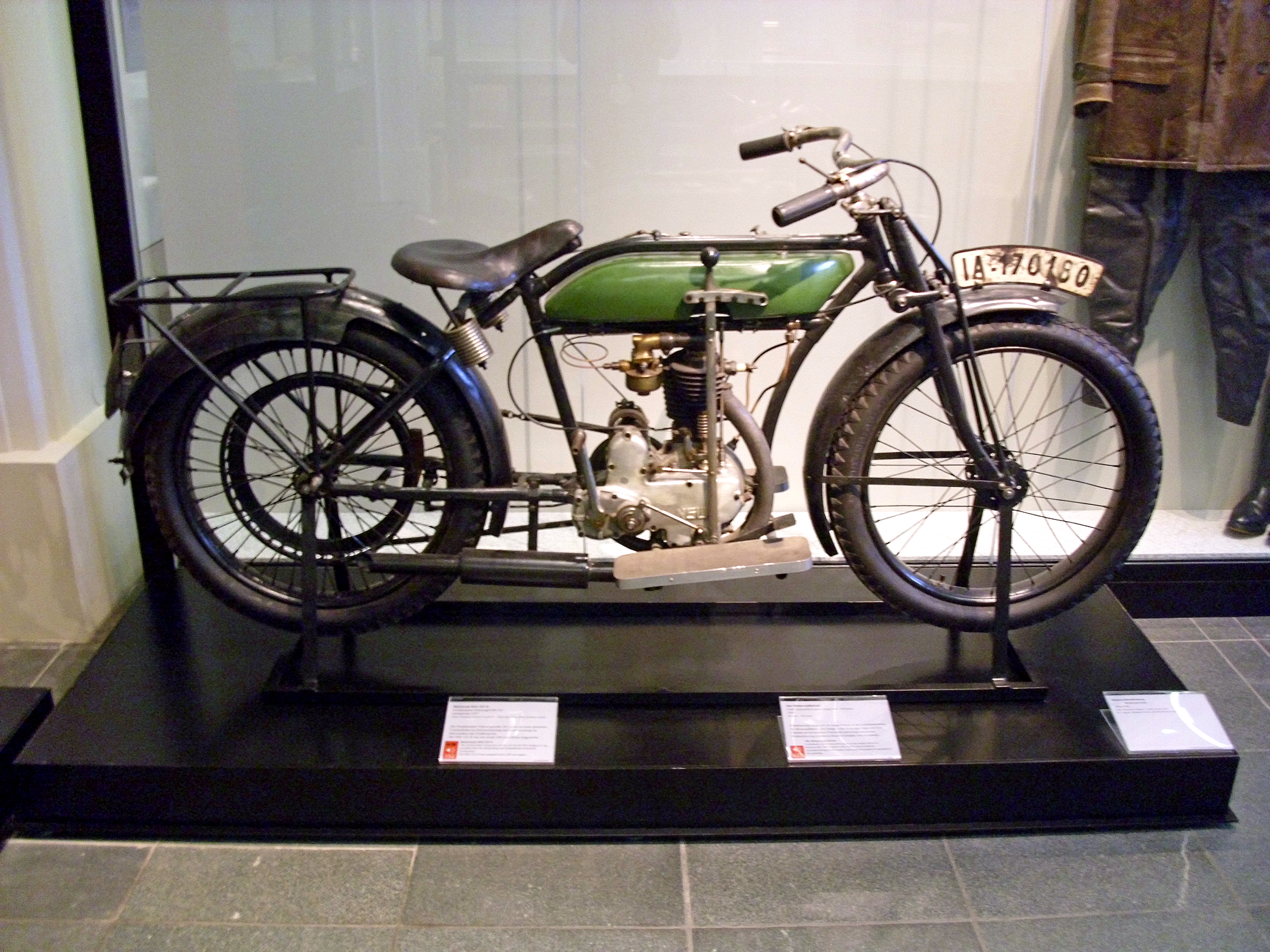
Moto con forcellone fisso

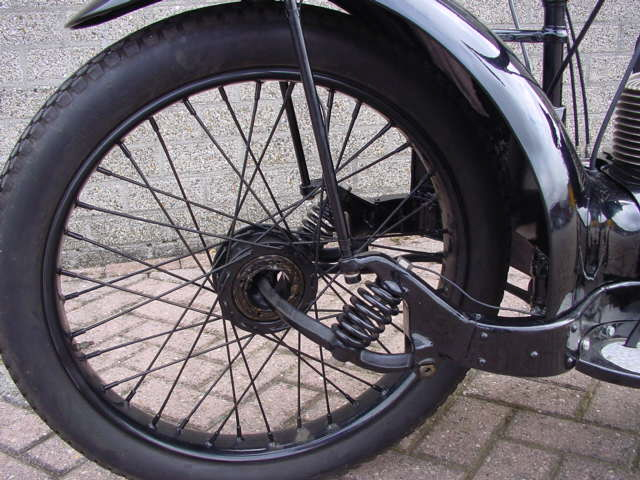
Forcellone oscillante (inusuale)

Rispetto al movimento, i forcelloni sono di due tipi:
- Fisso: questo tipo di forcellone veniva montato sui primi mezzi e non permetteva alcun tipo di assorbimento degli urti tra ruota e moto, ma generalmente questi mezzi avevano il sellino pilota sostenuto da molle.
- Oscillante: questo tipo di forcellone è stato adoperato in risposta alle esigenze dei motociclisti, di stabilità e resistenza del mezzo (riducendo la possibilità di rovinare il cerchione affrontando una buca).

## Forma dei bracci
I bracci del forcellone possono avere varie forme a seconda del mezzo, della forma del forcellone stesso e della tipologia di mezzo:
- Simmetrici: sono generalmente rettilinei, il che li rende meno costosi e più facili da progettare.
- Asimmetrici: hanno generalmente un braccio dritto e uno a banana (ricurvo), questo per permettere ad altri componenti di avere un percorso più lineare, infatti vengono adoperati per i motocicli con motore a due tempi, con espansione laterale e bassa, ma anche in alcuni mezzi con motore a quattro tempi.

## Accorgimenti

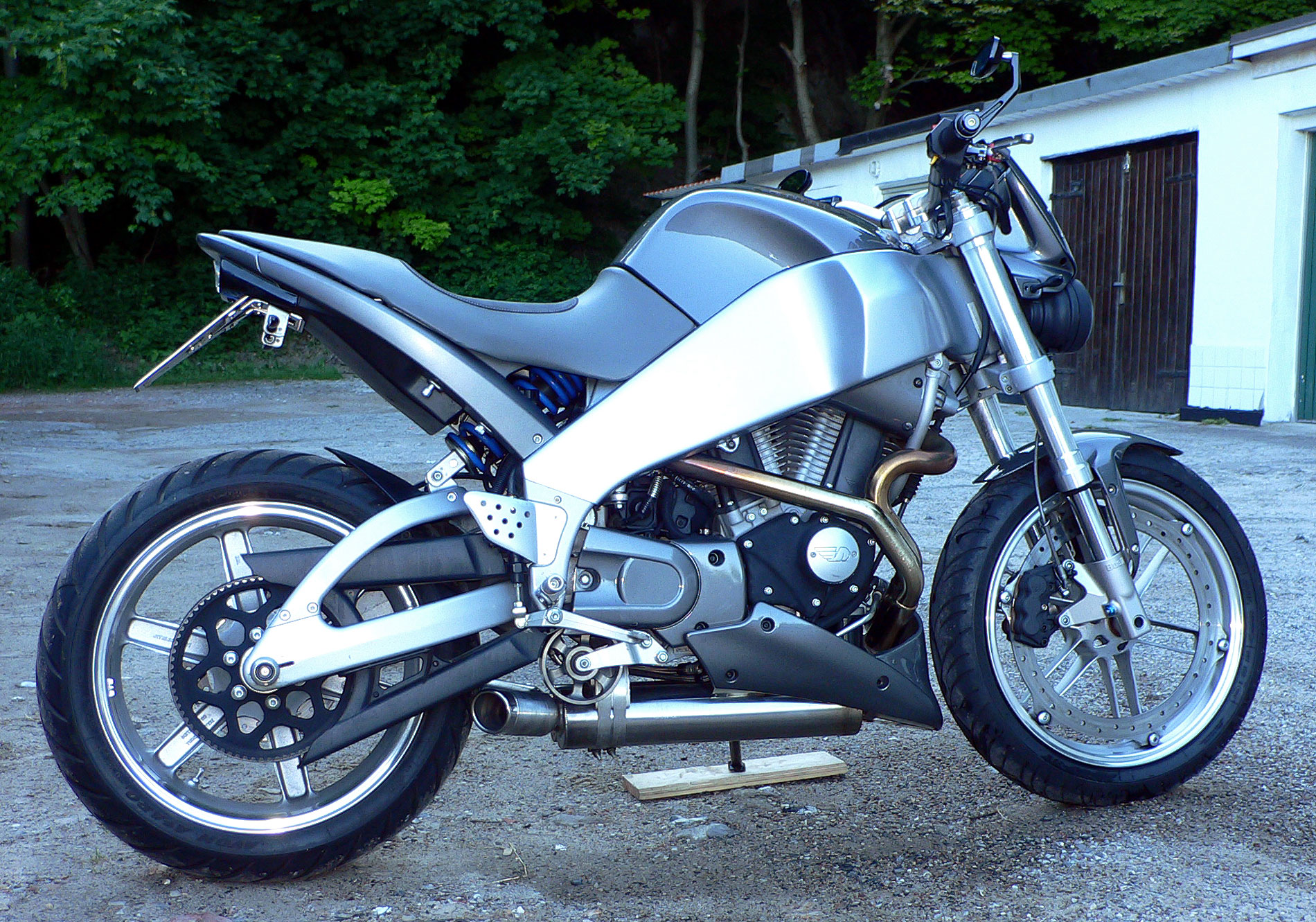
Forcellone con capriata di rinforzo

Per poter irrigidire ulteriormente il forcellone si possono utilizzare vari accorgimenti:
- Capriata di rinforzo, questa capriata può essere superiore o inferiore, ha il compito di aumentare la rigidità senza aumentarne eccessivamente il peso; la capriata a seconda se superiore o inferiore modifica il centro di taglio attorno al quale avviene la rotazione del forcellone sottoposto a sollecitazioni[2]
- Nervature, questi elementi vengono utilizzati nei forcelloni fusi (fusione piena), i quali presentano delle nervature nella parte interna, che ne garantiscono la resistenza strutturale.
- Inserti, questi elementi possono essere utilizzati nei forcelloni scatolati ed essere accoppiati a dei tubi che rimangono dentro la struttura scatolata[3].
- Saldature, con l'applicazione delle saldature si modificano le caratteristiche tecniche del forcellone.

## Collegamento alla sospensione/ammortizzatore

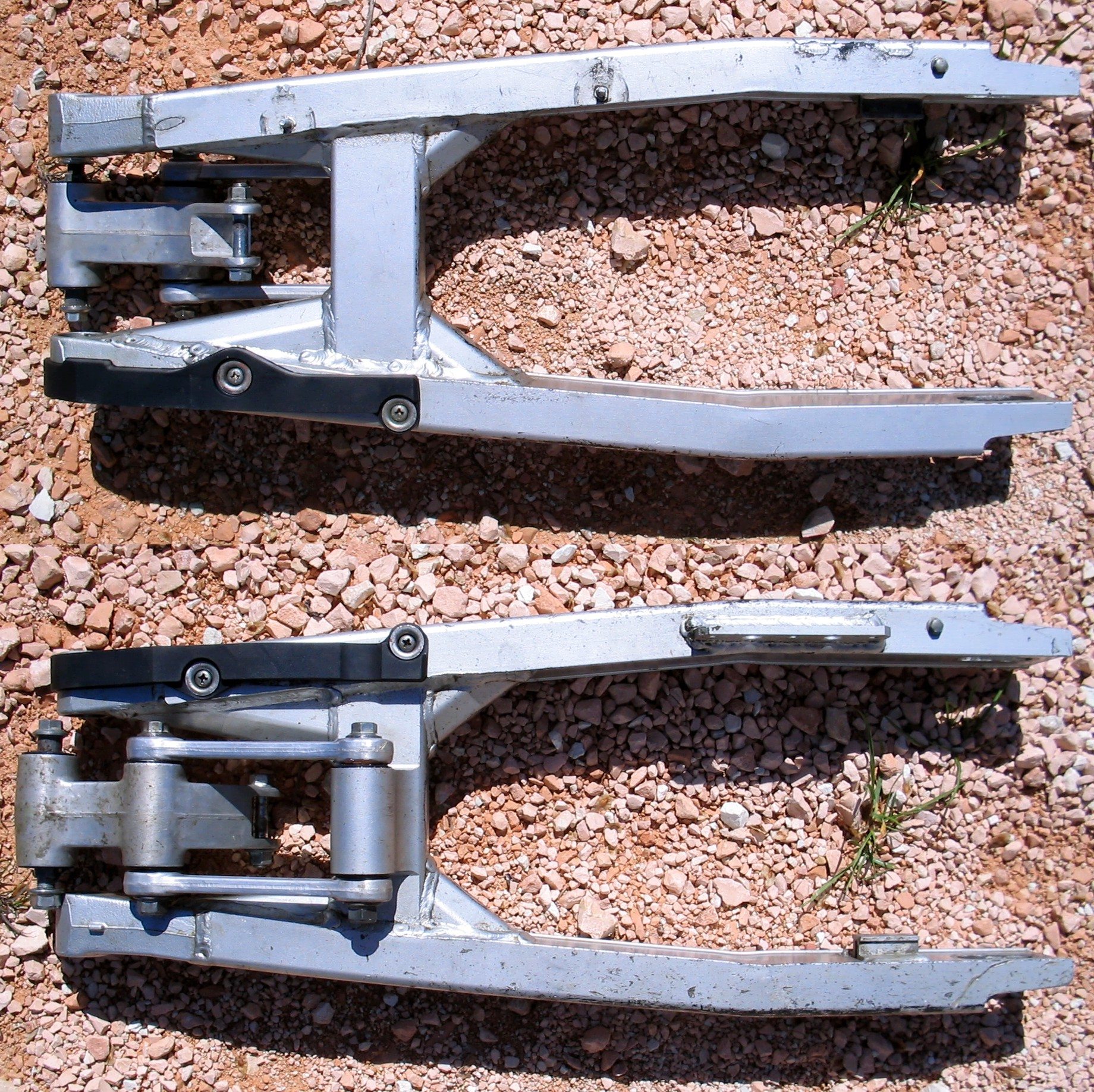
Forcellone scatolato tubolare con leveraggi

Il collegamento con la sospensione può essere realizzato in modi diversi:
- Diretto: la sospensione va ad agganciarsi direttamente al forcellone, come nei sistemi dublecross
- Leveraggi: la sospensione è collegata tramite un sistema di leve e bracci, i quali permettono di avere una risposta della sospensione non lineare, generalmente si sfrutta il sistema a leveraggi per avere una bassa compressione della molla nel tratto iniziale di escursione della ruota, in modo da avere un maggiore comfort nella guida su terreni ondulati, per poi aumentare via via la compressione della molla con il crescere dell'escursione della ruota.

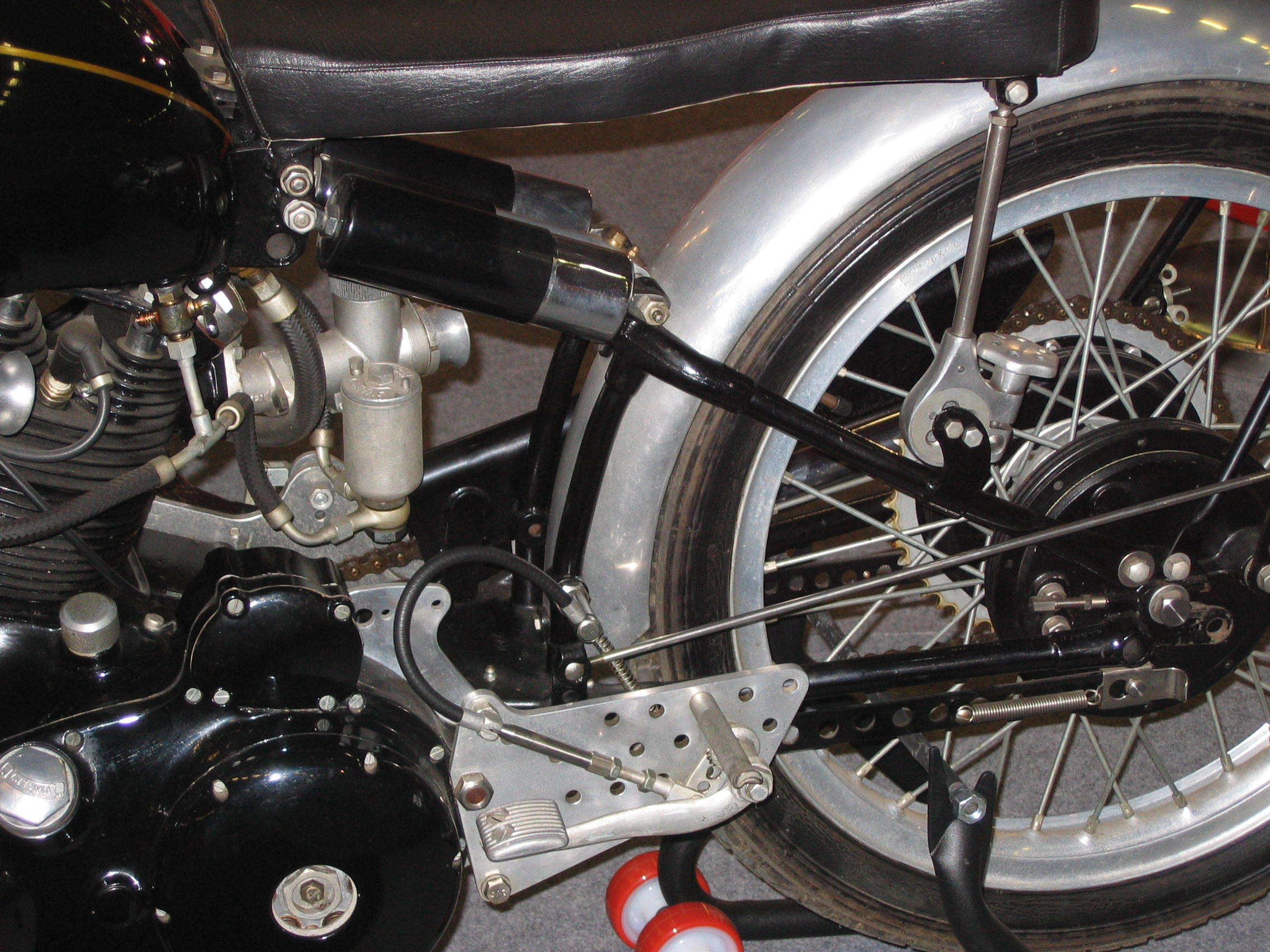
Sistema Cantilever

- Cantilever: consiste in un forcellone con una struttura triangolare supplementare che agisce su un ammortizzatore disposto orizzontalmente, il quale può lavorare in compressione o in estensione.

Sono stati realizzati vari tipi di questi sistemi e ogni azienda attribuisce un nome proprio.

## Quante sospensioni?

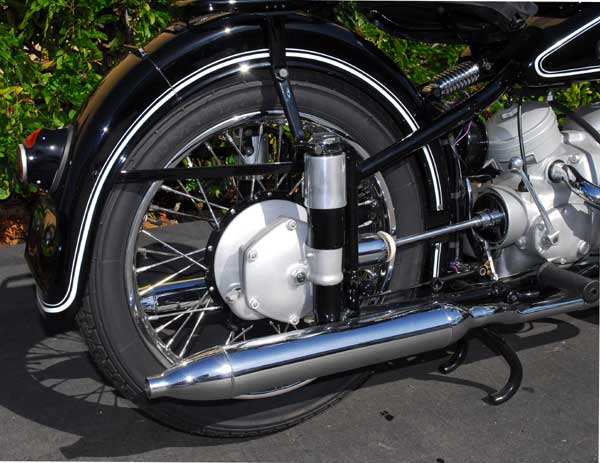
Forcellone Dublecross

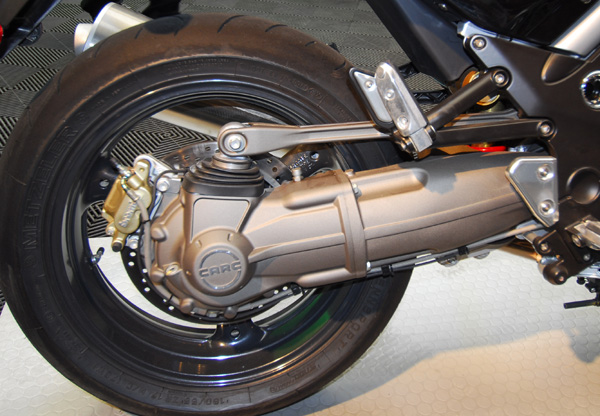
Forcellone Monocross

La sospensione del forcellone può impiegare due sistemi diversi:
- Monocross: consiste nell'utilizzo di un solo elemento che funge da sospensione e ammortizzatore, il quale può essere disposto vicino al fulcro o verso la fine del braccio (soluzione adoperata dagli scooter ed in alcune moto con la trasmissione a cardano).
- Dublecross: consiste nell'utilizzo di due elementi che fungono da sospensione e ammortizzatore, disposti ai due lati del forcellone, che è del solo tipo bibraccio.

## Regolazione tensione della catena

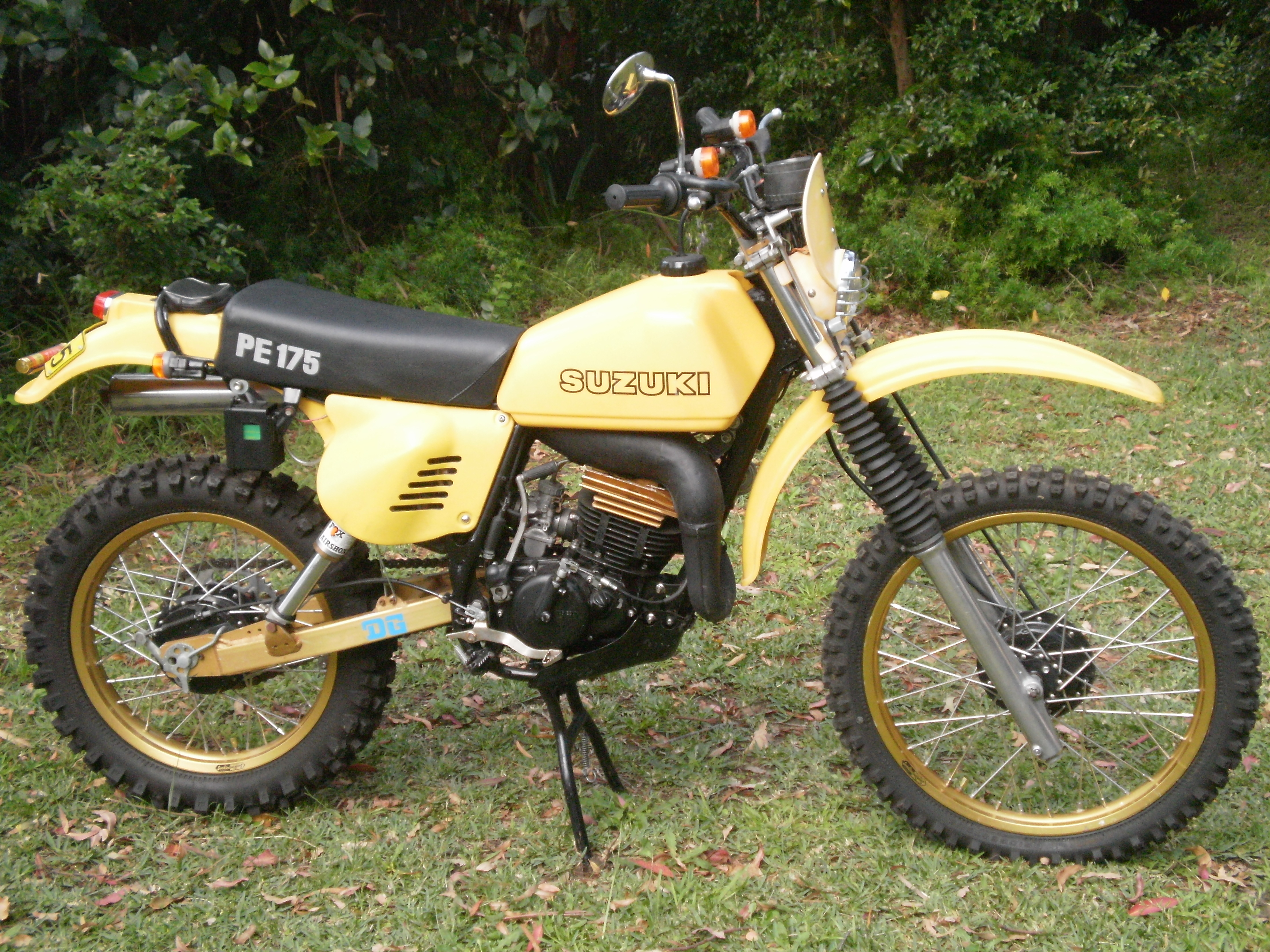
Sistema di regolazione a piastra a spirale

Questo sistema di regolazione della tensione viene utilizzato solo su mezzi con trasmissione a catena o a cinghia e può essere del tipo con:
- Vite e piastra: il perno della ruota è alloggiato in una piastra che può essere esterna (alloggiata in una guida del forcellone) o interna (scorre dentro il forcellone), viene portata all'estremità del forcellone da una vite, che può spingere (solo con la piastra esterna) o tirare tale piastra, la regolazione viene agevolata dalla presenza di un indice della piastra e da una scala che si trova sul forcellone;
- Eccentrico: si tratta di un elemento a cilindro, con il foro del perno decentrato, il quale ruotato permette di regolare la tensione della ruota (viene utilizzato dalla Benelli);
- Piastra a spirale: questa piastra distanzia la ruota tramite la sua forma particolare, simile all'eccentrico, ma che in questo caso cresce solo in un verso. Tale piastra è posta sul perno della ruota spingendo contro un perno fisso del forcellone, facendo scorrere la ruota sulla sua guida, per evitare che perda la posizione. La superficie di contatto con il perno presenta piccole lacune per segnare la posizione.

## Accorgimenti

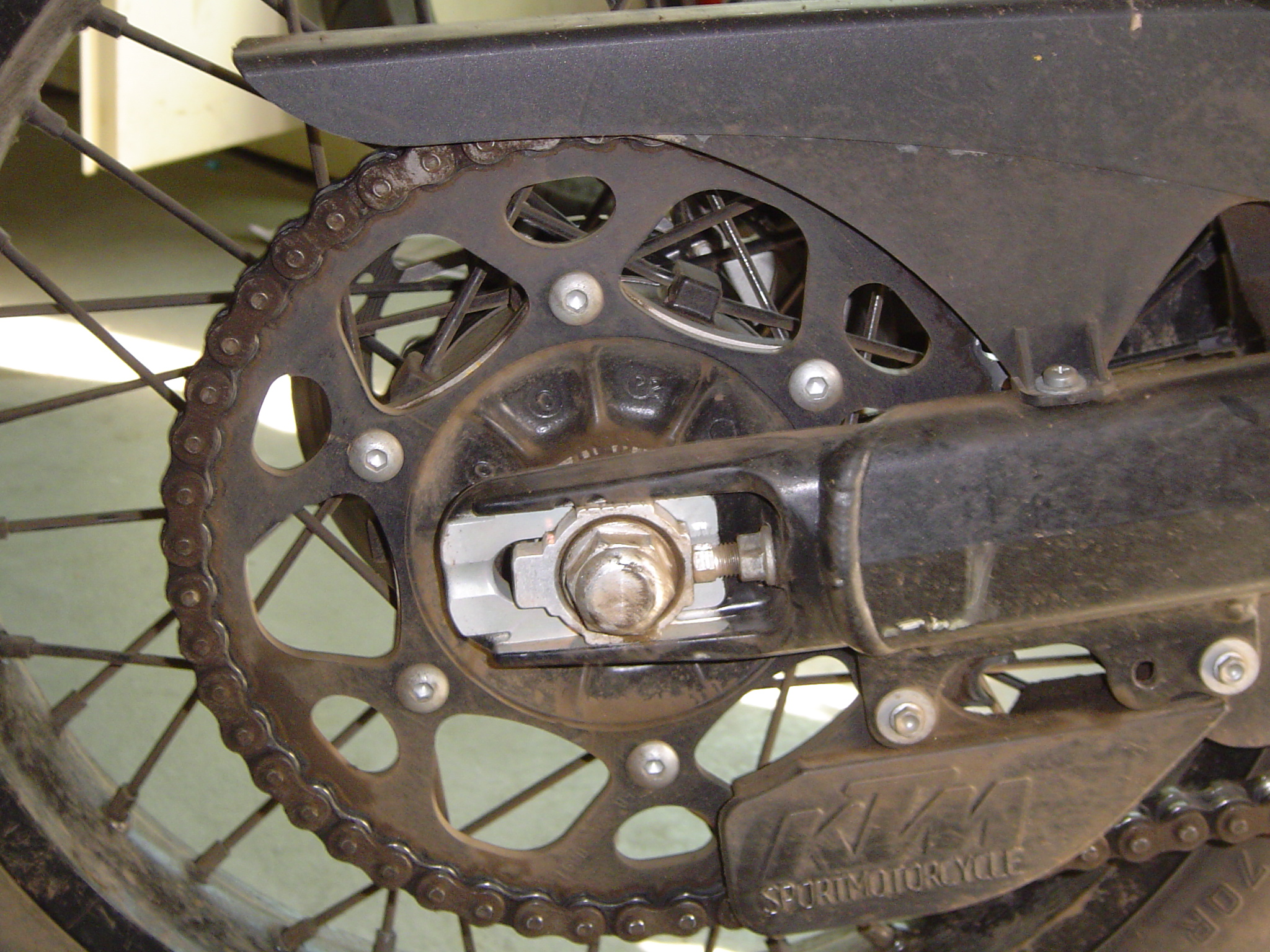
Copricatena (superiormente)
Guidacatena (inferiormente)

A seconda del tipo di sospensione e organo di trasmissione, si utilizzano vari accorgimenti:
- Pattinocatena o scorricatena, quest'elemento, che generalmente viene montato sia superiormente che inferiormente, serve per evitare l'usura del forcellone e il relativo contatto con la catena di trasmissione o cinghia dentata (viene utilizzato solo su trasmissioni a catena)
- Paracatena, quest'elemento viene montato verso la fine del forcellone, in modo che la catena nel ruotare intorno all'asse della ruota non schizzi via l'olio di trasmissione (viene utilizzato solo su trasmissioni a catena), quest'elemento è collocato superiormente
- Guidacatena permette di ridurre la possibilità che la catena di trasmissione non ingrani l'ingranaggio dentato, quest'elemento è montato inferiormente.

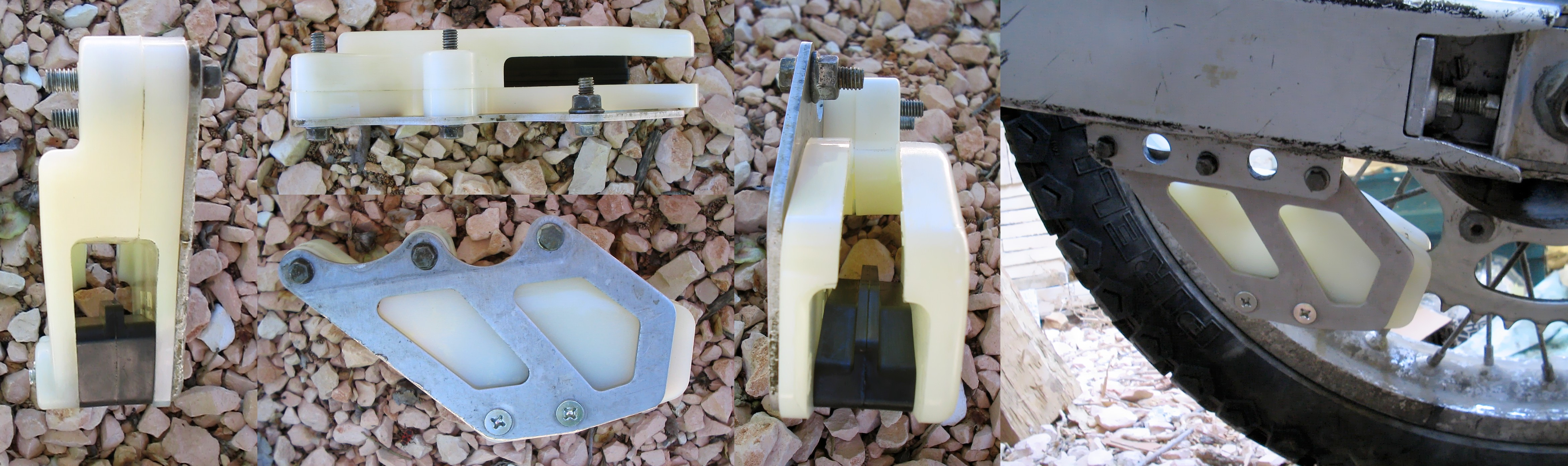
Cruna catena

- Cruna catena si tratta di una guida per la catena, che permette il miglior ingranamento della catena con la corona, evitando sia movimenti laterali eccessivi sia di urtare il forcellone, oltre a ridurre l'accumulo di terra sulla catena.
- Tamponi, questi elementi, assieme a delle rondelle d'ottone, vengono messi alle estremità laterali del fulcro del forcellone, per ridurre l'attrito e l'usura del forcellone con il telaio ed eventualmente anche con il motore
- Alloggiamento per i nottolini, quest'alloggiamento è generalmente rappresentato da un foro non filettato, il quale va filettato e su cui va avvitato il nottolino, il che permette l'uso di cavalletti con braccia che terminano a forchetta, tale soluzione è valida solo per i sistemi bibraccio, questi fori, si trovano generalmente su mezzi stradali che generalmente vengono usati anche nelle competizioni.

## Regolazioni & sensori
Il forcellone è costituito da un elemento sospensorio e un elemento ammortizzante, di conseguenza possono avere le regolazioni di uno di questi componenti o entrambi:
Regolazioni dell'ammortizzatore:
- Estensione
- Compressione

Regolazioni della sospensione:
- Precarico

I forcelloni possono essere dotati di vari sistemi per migliorare la gestione del veicolo:
- Sensore per la compressione, permette di monitoriate/diagnosticare il corretto o errato comportamento della forcella/sospensione, in modo da ridurre i tempi necessari per la regolazione
- Sospensioni semiattive
- Sospensioni attive